# Harmincéves vagyok
A Harmincéves vagyok Presser Gábor és Adamis Anna 1975-ben, a felszabadulás harmincadik évfordulójára írt musicalje. A darab szövegkönyvét Szirmai Rezső pszichoanalitikus beszélgetései és Szilágyi János riportjai alapján Bereményi Géza, Kern András, Marton László és Radnóti Zsuzsa írta. A Harmincéves vagyok Presser és Adamis második és egyben ezidáig utolsó közös musicalje volt a Képzelt riport egy amerikai popfesztiválról után. A Harmincéves vagyok zenés játék alkotóinak saját műfaji meghatározása szerint „musical – dokumentumokból”.

## Ősbemutató
Ősbemutatóját 1975. március 14-én tartották a Vígszínházban – ahol az első Presser–Adamis-musical is debütált. A darabot Marton László rendezte, akit Györgyfalvay Katalin és Gesler György koreográfus, valamint Pintér Tamás akciótervező segítette. A díszleteket Fehér Miklós, míg a jelmezeket Jánoskúti Márta tervezte. Kern András játszotta a játékmestert, Balázsovits Lajos a vívó Petschauer Attilát, Tahi Tóth László Szálasi Ferenc és „egy mai fiatal” kettős szerepét, Lukács Sándor Kun Andrást, míg Kovács István Ilja Osztapenkót. A kritikák kiemelték még Kútvölgyi Erzsébet és Hegedűs D. Géza főiskolai hallgató játékát. Az előadásban feltűnt még Andai Györgyi, Balázs Péter, Nagy Gábor, Sörös Sándor, Szombathy Gyula, Venczel Vera, Bánfalvi Ági f.h., Bordán Irén f.h., Kertes Zsuzsa, Papp Anikó, Soproni Ági f.h. és Takács Katalin f.h. Az Apostol együttes is zenei kísérő volt a Vígszínházban.
Az 1975-ös vígszínházi produkciót nem követte újabb, de a dalok egy része a köztudatban maradt.

## Dalok listája
| - „Születésnapodra” – Kútvölgyi Erzsébet, Kern András, Balázs Péter, Szombathy Gyula, kórus - „Hány cédula az élet” – Kern András és Hegedűs D. Géza - „Hazudj valami szépet” – Kútvölgyi Erzsébet, Tahi Tóth László, kórus - „Altatódal felnőtteknek” – Kútvölgyi Erzsébet, kórus | - „A csend” – Tahi Tóth László - „Hány cédulát írtál” – Kern András és Hegedűs D. Géza - „Mi is leszünk szenilisek” – Balázs Péter - „Kicsi ember” – Hegedűs D. Géza, kórus - „Kenyérdal” – Kútvölgyi Erzsébet, kórus |

1. ↑  Szerepelt a Szent István körút 14. című musicalben Csőre Gábor és Liptai Claudia előadásában, valamint Presser Dalok a színházból lemezén.[8]
2. ↑  Szerepelt Presser A zeneszerző 4. – Presser Gábor legszínházibb dalai lemezén.[9]
3. ↑  Szerepelt a Szent István körút 14. című musicalben Fesztbaum Béla, Csőre Gábor, Király Attila és Hajdu István előadásában.[10]